# Мытник Кауфмана
Мы́тник Ка́уфмана (лат. Pediculāris kaufmānnii) — многолетнее травянистое растение; вид рода Мытник (Pedicularis) семейства Заразиховые (Orobanchaceae).

## Ботаническое описание
Травянистый многолетник, 10—50 (до 60 см) высотой. Корневище веретеновидно утолщённое.
Стебель олиственный, с густым опушением из тонких курчавых волосков.
Листья очерёдные, перисто-раздельные на ланцетные, перисто-надрезанные доли, с хрящеватыми зубчиками.
Соцветие — густая колосовидная продолговатая кисть. Цветки двугубые, бледно-жёлтые, с перепончатой, колокольчатой чашечкой и бледно-жёлтым венчиком, 23—28 мм (до 3 см) длиной, верхняя губа венчика усечённая вверху и с двумя зубцами, длиннее нижней. Верхние прицветники ланцетные, нижние перисто-рассечённые, сходные с листьями.
Плод — косо продолговатая, яйцевидная многосемянная коробочка.

## Распространение и экология
В пределах центральных и южных районов европейской части России, на западе в Прибалтике (Литва, Латвия) и на Украине; на востоке распространён в пределах Западной Сибири.
Образ жизни — факультативный неспециализированный полупаразит травянистых растений. Опушечнолесной вид, растёт по степным и остепненным склонам, суходолам, лесным опушкам, предпочитая карбонатные и песчаные почвы. Цветёт в мае — июле. Ядовит. Размножается семенами.
Лимитирующие факторы — перевыпас скота, сбор в букеты.

## Охранный статус

### В России
В России вид входит в Красные книги таких регионов как: Владимирская, Волгоградская, Ивановская, Костромская, Липецкая, Московская, Нижегородская, Новгородская, Псковская, Смоленская, Тверская и Ярославская области, а также республик Марий Эл, Удмуртия и Чувашия. Растёт на территории нескольких особо охраняемых природных территорий России.

### В иных странах Европы
Включен в Красную книгу Беларуси 2-го издания (1993). Находится под государственной охраной в Литве и Латвии.

## Классификация

### Таксономия
- Pedicularis kaufmannii Pinzger, 1868, Krit. Vergl. Gouv. Mosk. Wildwachs. Pfl. : 17

Вид Мытник Кауфмана включается в род Мытник (Pedicularis) семейства Заразиховые (Orobanchaceae) порядка Ясноткоцветные (Lamiales), последовательно входящего в более крупные клады Ламииды → Астериды → Суперастериды → Эвдикоты → Цветковые растения. Таксономическая схема в соответствии с Системой APG IV по состоянию на июнь 2024 года:
|  |                          |  |                                   |                                   |                       |  | еще 23 семейства | еще 23 семейства |                     |  |  |  | еще 720 подтвержденных видов и 56 видов, ожидающих подтверждения |
|  |                          |  |                                   |                                   |                       |  | еще 23 семейства | еще 23 семейства |                     |  |  |  | еще 720 подтвержденных видов и 56 видов, ожидающих подтверждения |
|  |                          |  |                                   | порядок Ясноткоцветные            |                       |  |                  |                  | род Мытник          |  |  |  |                                                                  |
|  |                          |  |                                   | порядок Ясноткоцветные            |                       |  |                  |                  | род Мытник          |  |  |  |                                                                  |
|  | клада Цветковые растения |  |                                   |                                   | семейство Заразиховые |  |                  |                  | вид Мытник Кауфмана |  |  |  |                                                                  |
|  | клада Цветковые растения |  |                                   |                                   | семейство Заразиховые |  |                  |                  |                     |  |  |  |                                                                  |
|  |                          |  | ещё 63 порядка цветковых растений | ещё 63 порядка цветковых растений |                       |  |                  | еще 98 родов     | еще 98 родов        |  |  |  |                                                                  |
|  |                          |  |                                   | ещё 63 порядка цветковых растений |                       |  |                  |                  | еще 98 родов        |  |  |  |                                                                  |